# Mazama Village
Mazama Village est une localité américaine du comté de Klamath, dans l'Oregon. Elle est protégée au sein du parc national de Crater Lake.